# Pikétröja

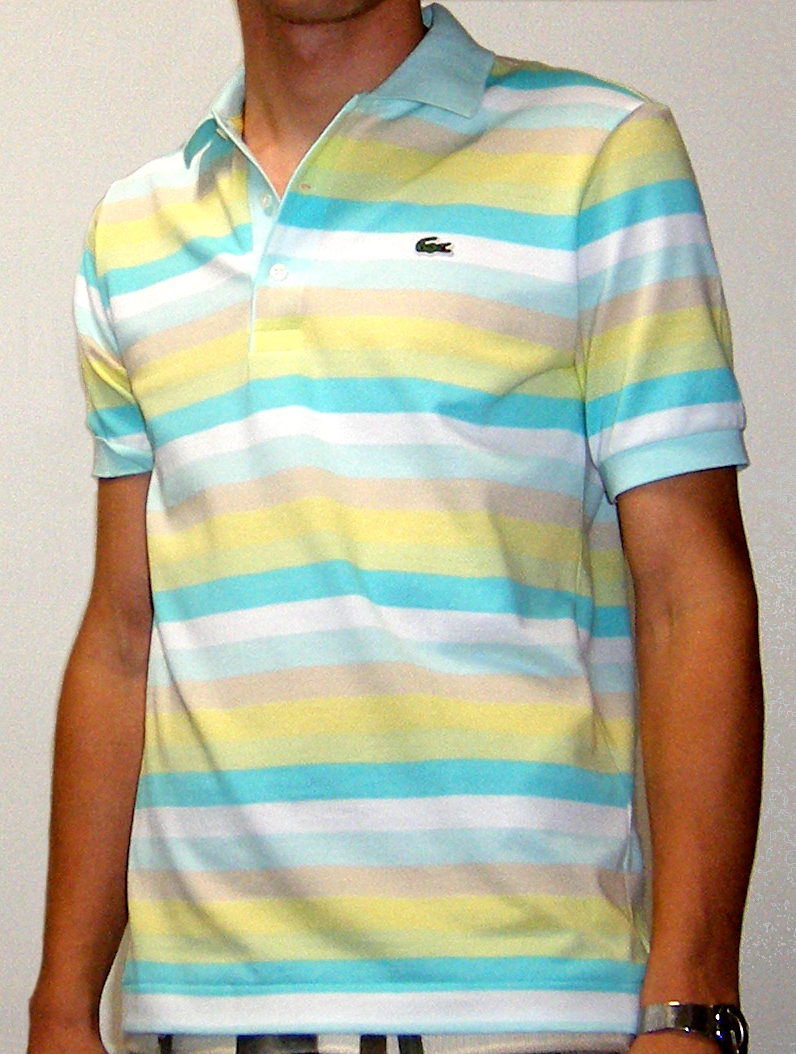
Tenniströja i pikétyg av märket Lacoste.

Tenniströja eller pikétröja är en tröja som kan beskrivas som en blandning av t-tröja och skjorta och har knäppning i halsen samt ofodrad krage. När tröjan används av tennisspelare är den av tradition vit, men i det vanliga fritidsmodet finns tenniströjor av alla upptänkliga färger. 
Tenniströjan i sin moderna form uppfanns av den franske tennisspelaren Réne Lacoste på 1920-talet och började produceras under 1930-talets början. Den kan också kallas tennisskjorta. Precis som en traditionell skjorta var Lacostes variant skuren något längre i ryggen för att hindra den från att åka upp ur byxan, en så kallad tennis tail. René Lacoste kallade sitt företag för La Societe Chemise Lacoste, "Lacosteskjortan". Då René Lacoste kallades "Le Crocodile" eller "The Alligator" lät han en krokodil pryda bröstet på sin uppfinning.
I början av 1950-talet började den brittiske tennis- och bordtennisspelaren Frederick "Fred" Perry att producera en variant med en lagerkrans på bröstet, en symbol för Wimbledonturneringen i tennis. Perrys tenniströjor fanns i vitt och svart. Efter några år lanserade han tröjan i flera färger för användning inom bordtennis, där vita kläder är förbjudna då bollen är vit.  
Den amerikanske modedesignern Ralph Lauren inledde sin produktion av tenniströjor 1972 – tröjan fanns i 24 olika färger och symbolen på bröstet var en hästpolospelare då tröjan vid den här tiden ersatt polospelarnas buttondown-skjortor. På engelska kallas tenniströjan därför vanligen för polo shirt. Tenniströjan är också vanligt förekommande inom golf.   
"Pikétröja" är egentligen en något felaktig benämning. Många tenniströjor är förvisso av pikétyg men de finns också i ull och konstmaterial.